# Gouvernement Jones III
Pour les articles homonymes, voir Gouvernement Jones et Gouvernement du Ve Senedd.
9e exécutif dévolu du pays de Galles
Jones II Drakeford I
Le troisième gouvernement de Carwyn Jones est le neuvième exécutif gallois dévolu entre le 19 mai 2016 et le 12 décembre 2018, sous la Ve législature de l’Assemblée nationale du pays de Galles.
Il est dirigé par Carwyn Jones, chef du Labour, à la tête d’une majorité relative au sein de la chambre élue en deux semaines plus tôt. Il succède au deuxième gouvernement Jones (2011-2016) et précède le gouvernement Drakeford I (2018-2021).

## Histoire

### Contexte politique
Après la démission de Rhodri Morgan de la présidence du Labour, Carwyn Jones est élu chef du parti le 1er décembre 2009 face Edwina Hart et Huw Lewis. Nommé par les membres de l’Assemblée le 9 décembre, il succède à Rhodri Morgan au poste de premier ministre. Son premier gouvernement est formé le 10 décembre 2009 et s’inscrit dans la continuité du précédent, qui avait été institué à la suite de l’accord de coalition One Wales (en) conclu entre le Labour et Plaid Cymru en juillet 2007,,,.
À l’issue des élections générales du 5 mai 2011 pour élire la IVe législature, le Labour détient la majorité absolue à l’Assemblée nationale du pays de Galles avec 30 des 60 sièges. Ainsi, Carwyn Jones est reconduit dans sa fonction de premier ministre le 11 mai suivant sans le nécessaire soutien d’une formation politique autre que la sienne. Le deuxième gouvernement qu’il conduit est annoncé le surlendemain et il est cette fois-ci soutenu par les seuls membres du Labour à l’Assemblée,.
Le Labour perd la majorité absolue au renouvellement général de l’Assemblée du 5 mai 2016 visant l’élection d’une Ve législature ; il n’admet plus que 29 membres sur les 60 de la chambre. Le 11 mai 2016, lors la première première réunion de l’Assemblée nationale du pays de Galles, deux candidats se présentent au poste de premier ministre : Carwyn Jones et Leanne Wood, chef de Plaid Cymru. Alors qu’Elin Jones et Ann Jones, nouvellement élues aux fonctions de présidente et de vice-présidente de l’Assemblée, ne peuvent prétendre voter pour la désignation du premier ministre, Carwyn Jones et Leanne Wood reçoivent le même nombre de suffrages (29 voix), le premier grâce aux travaillistes et à la voix de Kirsty Williams l’unique démocrate libérale de la chambre et la seconde avec le soutien de Plaid, des Conservatives et de UK Indepedence Party sans avoir préalablement formé un accord avec les partis de droite,,,.

### Mise en place et évolution du gouvernement
Le 17 mai, le Labour et Plaid s’entendent sur un accord, « Moving Wales Forward », dans lequel Plaid s’engage à soutenir la formation d’une administration minoritaire travailliste tout en restant dans l’opposition. Le lendemain, Carwyn Jones est de nouveau désigné premier ministre par l’Assemblée,.
Bien qu’un accord de coalition avec les Liberal Democrats n’ait pas été conclu, le deuxième gouvernement de Carwyn Jones est formé le 19 mai 2016 avec Kirsty Williams (Lib Dem) comme secrétaire à l’Éducation. Son parti accepte sa participation au gouvernement travailliste lors d’une conférence extraordinaire des démocrates-libéraux le 21 mai,.
En vertu de l’accord de coopération entre le Labour et Plaid, les budgets présentés par le gouvernement à l’Assemblée sont supportés par Plaid, ce qui remet en cause sa réelle opposition au sein de la chambre, mais, pour Leanne Wood, chef du parti, il démontre que les nationalistes peuvent être « une alternative [pour] les prochaines élections de l’Assemblée ». Finalement, en octobre 2017, Plaid menace de rompre l’accord, mettant en difficulté le gouvernement toujours minoritaire.
Le 3 novembre 2017, Carwyn Jones procède à un remaniement de son gouvernement voyant notamment l’intégration de Dafydd Elis-Thomas, ancien président de l’Assemblée qui avait quitté Plaid Cymru en octobre 2016 pour siéger en membre de l’Assemblée indépendant,.

## Statut

### Intitulé gouvernemental
Au sens de la disposition 45 du Government of Wales Act 2006 amendée par le Wales Act 2014, l’exécutif désormais séparé de l’Assemblée nationale du pays de Galles est appelé le « Gouvernement gallois » (Welsh Government en anglais et Llywodraeth Cymru en gallois) depuis le 27 février 2015, le nom que le gouvernement de l’Assemblée galloise avait choisi de s’attribuer depuis 2011 bien que cette prérogative ne lui soit pas octroyée,,.

### Postes ministériels
Chaque membre du Gouvernement gallois prend rang selon l’ordre hiérarchique ministériel établi, :
1. Le premier ministre (First Minister en anglais et Prif Weinidog en gallois)[b] ;
2. Les « secrétaires de cabinet » (Cabinet Secretaries en anglais et Ysgrifenyddion y Cabinet en gallois)[c] ;
3. Le conseiller général (Counsel General en anglais et Cwnsler Cyffredinol en gallois)[d] ;
4. Les « ministres » (Ministers en anglais et Gweinidogion y Cabinet en gallois)[e].

## Composition initiale

### Cabinet (2016-2017)
| Poste | Identité         | Mandat                         | Parti | Parti             |
| --- | ---------------- | ------------------------------ | ----- | ----------------- |
| Premier ministre First Minister                                                                                     | Carwyn Jones     | 18 mai 2016 — 3 novembre 2017  |       | Labour            |
| Secrétaire de cabinet à l’Économie et à l’Infrastructure Cabinet Secretary for Economy and Infrastructure           | Ken Skates       | 19 mai 2016 — 3 novembre 2017  |       | Labour            |
| Secrétaire de cabinet à la Santé, au Bien-être et au Sport Cabinet Secretary for Health, Well-being and Sport       | Vaughan Gething  | 19 mai 2016 — 3 novembre 2017  |       | Labour            |
| Secrétaire de cabinet aux Finances et au Gouvernement local Cabinet Secretary for Finance and Local Government      | Mark Drakeford   | 19 mai 2016 — 3 novembre 2017  |       | Labour            |
| Secrétaire de cabinet à l’Éducation Cabinet Secretary for Education                                                 | Kirsty Williams  | 19 mai 2016 — 3 novembre 2017  |       | Liberal Democrats |
| Secrétaire de cabinet à l’Environnement et aux Affaires rurales Cabinet Secretary for Environment and Rural Affairs | Lesley Griffiths | 19 mai 2016 — 3 novembre 2017  |       | Labour            |
| Secrétaire de cabinet aux Communautés et aux Enfants Cabinet Secretary for Communities and Children                 | Carl Sargeant    | 19 mai 2016 — 3 novembre 2017  |       | Labour            |
| Conseiller général Counsel General                                                                                  | Mick Antoniw     | 27 juin 2016 — 3 novembre 2017 |       | Labour            |
| Titulaire d’un poste ayant des dispositions particulières pour être membre du cabinet                               |                  |                                |       |                   |
| Chef parlementaire et whip en chef Leader of the House and Chief Whip                                               | Jane Hutt        | 19 mai 2016 — 3 novembre 2017  |       | Labour            |

### Autres membres du gouvernement (2016-2017)
| Poste | Identité      | Mandat                        | Parti | Parti  |
| --- | ------------- | ----------------------------- | ----- | ------ |
| Ministre des Compétences et de la Science Minister for Skills and Science                                    | Julie James   | 19 mai 2016 — 3 novembre 2017 |       | Labour |
| Ministre de la Formation continue et de la Langue galloise Minister for Lifelong Learning and Welsh Language | Alun Davies   | 19 mai 2016 — 3 novembre 2017 |       | Labour |
| Ministre des Services sociaux et de la Santé publique Minister for Social Services and Public Health         | Rebecca Evans | 19 mai 2016 — 3 novembre 2017 |       | Labour |

## Composition après le remaniement de 2017

### Cabinet (2017-2018)
| Poste | Identité         | Mandat                              | Parti | Parti             |
| --- | ---------------- | ----------------------------------- | ----- | ----------------- |
| Premier ministre First Minister | Carwyn Jones     | 3 novembre 2017 — 12 décembre 2018  |       | Labour            |
| Secrétaire de cabinet aux Finances Cabinet Secretary for Finance                                                                       | Mark Drakeford   | 3 novembre 2017 — 12 décembre 2018  |       | Labour            |
| Secrétaire de cabinet à l’Économie et au Transport Cabinet Secretary for Economy and Transport                                         | Ken Skates       | 3 novembre 2017 — 12 décembre 2018  |       | Labour            |
| Secrétaire de cabinet à l’Énergie, à la Planification et aux Affaires rurales Cabinet Secretary for Energy, Planning and Rural Affairs | Lesley Griffiths | 3 novembre 2017 — 12 décembre 2018  |       | Labour            |
| Secrétaire de cabinet à l’Éducation Cabinet Secretary for Education                                                                    | Kirsty Williams  | 3 novembre 2017 — 12 décembre 2018  |       | Liberal Democrats |
| Secrétaire de cabinet à la Santé et aux Services sociaux Cabinet Secretary for Health and Social Services                              | Vaughan Gething  | 3 novembre 2017 — 12 décembre 2018  |       | Labour            |
| Secrétaire de cabinet au Gouvernement local et aux Services publics Cabinet Secretary for Local Government and Public Services         | Alun Davies      | 3 novembre 2017 — 12 décembre 2018  |       | Labour            |
| Conseiller général Counsel General | Jeremy Miles     | 14 novembre 2017 — 12 décembre 2018 |       | Labour            |
| Titulaire d’un poste ayant des dispositions particulières pour être membre du cabinet                                                  |                  |                                     |       |                   |
| Chef parlementaire et whip en chef Leader of the House and Chief Whip                                                                  | Julie James      | 3 novembre 2017 — 12 décembre 2018  |       | Labour            |

### Autres membres du gouvernement (2017-2018)
| Poste                                                                                  | Identité                              | Mandat                             | Parti | Parti       |
| -------------------------------------------------------------------------------------- | ------------------------------------- | ---------------------------------- | ----- | ----------- |
| Ministre de la Culture, du Tourisme et du Sport Minister for Skills and Science        | Dafydd Elis-Thomas, baron Elis-Thomas | 3 novembre 2017 — 12 décembre 2018 |       | Indépendant |
| Ministre du Logement et de la Régénération Minister for Housing and Regeneration       | Rebecca Evans                         | 3 novembre 2017 — 12 décembre 2018 |       | Labour      |
| Ministre de l’Environnement Minister for Environment                                   | Hannah Blythyn                        | 3 novembre 2017 — 12 décembre 2018 |       | Labour      |
| Ministre de la Langue galloise et de la Formation continue Minister for Environment    | Eluned Morgan, baronne Morgan of Ely  | 3 novembre 2017 — 12 décembre 2018 |       | Labour      |
| Ministre des Enfants et des Services sociaux Minister for Children and Social Services | Huw Irranca-Davies                    | 3 novembre 2017 — 12 décembre 2018 |       | Labour      |